# Station Remy (Oise)
Station Remy is een spoorwegstation in de Franse gemeente Remy.